# Leconte de Lisle

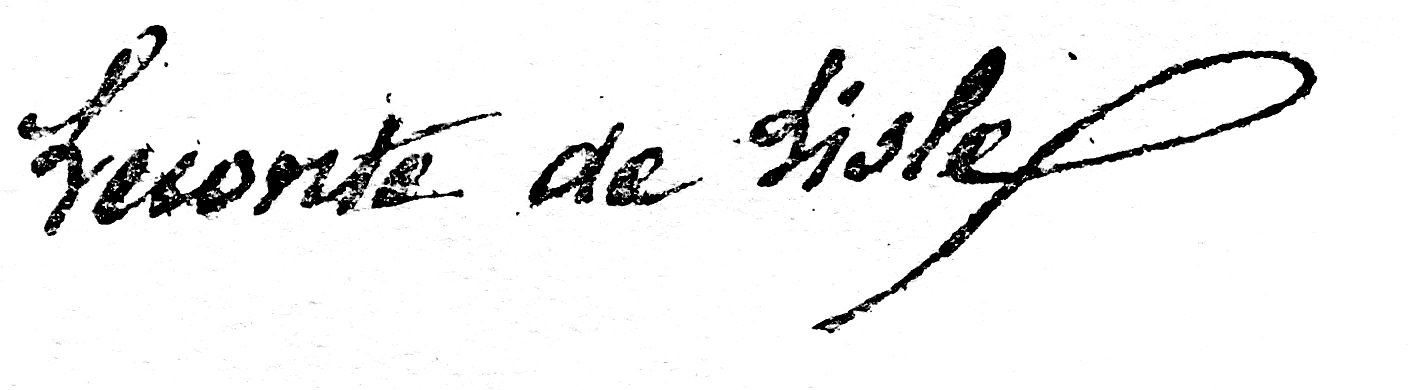
Assinatura de Leconte de Lisle.

Charles Marie René Leconte de Lisle (Saint-Paul, Reunião, 22 de Outubro de 1818 — Voisins, Yvelines, 17 de Julho de 1894), mais conhecido por Leconte de Lisle, foi um poeta e intelectual francês. Expoente principal da corrente parnasiana, dedicou-se também à tradução da poesia dos autores da Antiguidade Clássica.

## Vida
Leconte de Lisle nasceu na ilha francesa de La Réunion, no Oceano Índico. Ele passou a infância lá e mais tarde na Bretanha. Entre seus amigos naqueles anos estava o músico Charles Bénézit. Seu pai, cirurgião do exército, que o criou com grande severidade, enviou-o para viajar nas Índias Orientais, com o objetivo de prepará-lo para uma carreira nos negócios. No entanto, depois de voltar dessa jornada, o jovem preferiu concluir seus estudos em Rennes, Bretanha, especializando-se em grego, italiano e história. Em 1845, ele se estabeleceu definitivamente em Paris. 
Ele esteve envolvido na Revolução Francesa de 1848, que terminou com a derrubada do rei Luís Filipe I de França, mas não tomou mais parte na política depois que a Segunda República foi declarada.
Como escritor, ele é mais famoso por suas três coleções de poesia: Poèmes antiques (1852), Poèmes barbares (1862), Poèmes tragiques (1884). Ele também é conhecido por suas traduções de trágicos e poetas gregos antigos, como Ésquilo, Sófocles, Eurípides e Horácio. 
Leconte de Lisle desempenhou um papel de liderança no movimento poético parnasiano (1866) e compartilhou muitos dos valores de outros poetas desta geração, unindo os períodos romântico e simbolista.
Embora Leconte de Lisle fosse um republicano fervoroso, durante o reinado de Napoleão III, ele aceitou as pensões e decorações oferecidas a ele pelo imperador. Isso foi realizado contra ele após a queda do Segundo Império e sua substituição pela Terceira República, em 1871.
No entanto, Leconte de Lisle se redimiu com o novo governo escrevendo dois livros de orientação democrática, intitulados História do Povo da Revolução Francesa e História do Cristianismo do Povo , respectivamente. Esses trabalhos lhe renderam um cargo de bibliotecário assistente no palácio do Luxemburgo em 1873; em 1886 ele foi eleito para a Academia Francesa, em sucessão a Victor Hugo.
Leconte de Lisle morreu em Voisins, no município de Louveciennes, a oeste de Paris.
Foi um poeta literariamente satânico. Na sua obra, a figura de Satã aparece 78 vezes.

## Obras
- Poèmes antiques;
- Poèmes barbares;
- Poèmes tragiques.